# الموجة (كتاب ديرانياغالا)
الموجة: الحياة والذكريات بعد التسونامي (بالإنجليزية: Wave: Life and Memories after the Tsunami) هي مذكرات للمعلمة السريلانكية سونالي ديرانياغالا [الإنجليزية] عن زلزال وتسونامي المحيط الهندي عام 2004. نُشر لأول مرة في عام 2013 بواسطة ألفريد أ. كنوبف. يروي الكتاب قصة حياة ديرانياجالا قبل أن يضرب تسونامي الساحل، وكيف تغيرت بشكل كبير بعد الكارثة، مع التركيز بشكل أساسي على الحياة بدون أهم خمسة أفراد من عائلتها، بما في ذلك والديها وزوجها وابنيها. تمت كتابتها بأسلوب السرد بضمير المتكلم وتبدأ أحداثها في 26 ديسمبر 2004. حصل الكتاب على العديد من الجوائز والمراجعات الإيجابية من النقاد.

## القصة
يبدأ الكتاب مع ديرانياجالا في فندق على شاطئ البحر على الساحل السريلانكي مع عائلتها. لقد قدمت أول إشارة إلى الكارثة الوشيكة في السطر الثاني من الكتاب، «لقد بدا المحيط أقرب قليلاً إلى فندقنا من المعتاد». تصف ديرانياغالا كيف تغيرت الأمور أمام عينيها في غضون دقائق، وكيف فقدت عائلتها عندما جرفتها المياه إلى مكان «بعيد». وكثيراً ما تكتب بصراحة عن خسارتها في جميع أنحاء الكتاب. ديرانياجالا هو حنين إلى الأيام التي سبقت موجة المد. إنها تتوق إلى عودة تلك الأيام، ولكن القدر لا يسمح لها بذلك. وقد وصفه النقاد بأنه كتاب مليء بالحزن.
بعد عدة سنوات من الكارثة، تعيش ديرانياجالا في شقة زوجها في لندن، وهي تفكر في الانتحار. وتكتب أن «جيشًا من العائلة والأصدقاء» كان يراقبها ليلًا ونهارًا. إنها تتمنى أن تنسى ذكرياتها المزعجة عن ذلك اليوم، لكنها غير قادرة على فعل ذلك.

## الاستقبال
وقد تلقى الكتاب مراجعات إيجابية من النقاد. وفقًا لموقع علامات الكتاب، حظي الكتاب بإجماع «إشادة» استنادًا إلى أحد عشر نقادًا: أحد عشر «إشادة». في عدد يوليو/أغسطس 2013 من العلامات المرجعية [الإنجليزية]، حصل الكتاب على أربع درجات من أصل خمس. وجاء في الملخص النقدي للمجلة: «دفع كتاب الموجة ناقد مجلة نيويورك تايمز لمراجعات الكتب إلى إعلانه «الكتاب الأكثر استثنائية عن الحزن الذي قرأته على الإطلاق». «من المؤكد أن العديد من القراء سوف يتفقون على ذلك».

في مقال جديد لصحيفة نيويورك تايمز، كتبت شيريل سترايد [الإنجليزية] : «لم أشعر بأنني سأبكي أثناء قراءة رواية ويف. شعرت وكأن قلبي سيتوقف.» ووصفت بارنز أند نوبل الكتاب بأنه «مؤثر، ولكنه بسيط وغير عاطفي». كتبت مارسيا كاي، الكاتبة والصحفية، في مراجعتها لصحيفة كولومبو تيليغراف : 
«الموجة بطريقة أو بأخرى خام بشكل خشن وجميل في نفس الوقت. وقبل كل شيء، يتحدث الفيلم عن قوة الروح البشرية في البقاء والحب والتذكر. إنه يذكرنا بأن حياتنا وحياة عائلاتنا التي غالبًا ما تكون دنيوية يجب أن نعتز بها، لأننا لا نعرف أبدًا متى سيأتي حدث استثنائي يغير كل شيء.» 
 صنفتها صحيفة نيويورك تايمز ضمن أفضل عشرة كتب لعام 2013. كان «أفضل كتاب في الشهر على موقع أمازون (مارس 2013)». وصفت دونا سيمان من بوكليست القصة بأنها «لا تُنسى وفريدة من نوعها». صنفته صحيفة كريستيان ساينس مونيتور في المرتبة 14 ضمن «أفضل 15 كتابًا غير روائي لعام 2013». قامت تيريز بورسيل نيلسن وإيرين شيا من مجلة المكتبة [الإنجليزية] بتقييم الكتاب كواحد من أفضل 11 مذكرات لعام 2013. وصفته مجلة كيركس ريفيوز بأنه أحد «أفضل كتب عام 2013 لتجارب غير مباشرة لن تنساها أبدًا»، وأحد قوائم «أفضل كتب عام 2013 (غير روائية)».